# Kick-Ass (film)
Pour les articles homonymes, voir Kick-Ass.
Série Kick-Ass
Kick-Ass 2
(2013)
Pour plus de détails, voir Fiche technique et Distribution.
Kick-Ass est un film de super-héros britanno-américano-chinois réalisé par Matthew Vaughn, sorti en 2010.
Le scénario, coécrit par le cinéaste avec Jane Goldman, s'inspire de la série de comics Kick-Ass créée par Mark Millar et John Romita Jr. . Le film met en scène Aaron Johnson dans le rôle-titre.

## Synopsis
Dave Lizewski est un lycéen de New York que personne ne remarque jamais. Il décide de devenir un super-héros alors qu'il ne dispose d'aucune aptitude physique particulière. Envoyé à l'hôpital lors de sa première sortie, il ne renonce pas pour autant et sauve ensuite la vie d'un homme, ce qui lui vaut de devenir une célébrité médiatique lorsque la vidéo de son exploit est diffusée sur YouTube. Les choses changent lorsqu'il rencontre un duo de justiciers bien plus professionnels que lui, et que la mafia commence à le prendre au sérieux…

## Fiche technique
Sauf indication contraire, les informations mentionnées dans cette section peuvent être confirmées par les bases de données cinématographiques IMDb et Allociné,  présentes dans la section « Liens externes ».
- Titre original, français et québécois : Kick-Ass
- Réalisation : Matthew Vaughn
- Scénario : Matthew Vaughn et Jane Goldman, d'après les comics Kick-Ass de Mark Millar et John Romita Jr.
- Musique : Marius de Vries, Ilan Eshkeri, Henry Jackman et John Murphy
- Direction artistique : Sarah Bicknell, Joe Howard et John King
- Décors : Russell De Rozario
- Costumes : Sammy Sheldon
- Photographie : Ben Davis
- Son : Chris Burdon, Matthew Collinge, Doug Cooper
- Montage : Jon Harris, Pietro Scalia et Eddie Hamilton
- Production : Matthew Vaughn, Brad Pitt, Adam Bohling, Tarquin Pack, David Reid et Kris Thykier
  - Production exécutive : Lyn Lucibello (Toronto)
  - Production déléguée : Jeremy Kleiner, Mark Millar, John Romita Jr., Pierre Lagrange et Stephen Marks
  - Coproduction : Jane Goldman
- Sociétés de production[1] :
  - Royaume-Uni : Marv Films
  - États-Unis : Plan B Entertainment
  - Chine : DMG Entertainment
- Sociétés de distribution : Universal Pictures International (Royaume-Uni et Suisse) ; Lionsgate (États-Unis) ; China Film Group Corporation (Chine) ; Metropolitan Filmexport (France) ; Maple Pictures (Québec)
- Budget : 30 millions de $[2]
- Pays de production :  Royaume-Uni,  États-Unis,  Chine
- Langue originale : anglais
- Format[3] : couleur (Technicolor) - 35 mm / D-Cinema - 2,35:1 (Cinémascope) (Panavision) - son DTS | Dolby Digital | SDDS
- Genres : action, comédie dramatique, policier, super-héros
- Durée : 117 minutes
- Dates de sortie[4] :
  - Royaume-Uni : 26 mars 2010
  - États-Unis, Québec : 16 avril 2010[5]
  - Belgique : 20 avril 2010 (Festival international du film fantastique de Bruxelles) ; 21 avril 2010 (sortie nationale)[6]
  - France, Suisse romande : 21 avril 2010[7]
- Classification[8] :
  - Royaume-Uni : interdit aux moins de 15 ans (15 - Suitable only for 15 years and over)[9]
  - États-Unis : interdit aux moins de 17 ans (R – Restricted)[Note 1]
  - Chine : pas de système
  - France : tous publics avec avertissement (des scènes, des propos ou des images peuvent heurter la sensibilité des spectateurs)[10],[11]
  - Belgique : tous publics (Alle Leeftijden)[6]
  - Québec : 13 ans et plus (violence - langage vulgaire) (13+ / 13 years and over)[5]

## Distribution
Sauf indication contraire, les informations mentionnées dans cette section peuvent être confirmées par les bases de données cinématographiques IMDb et Allociné,  présentes dans la section « Liens externes ».
- Aaron Johnson (VF : Alexis Tomassian ; VQ : Xavier Dolan) : David « Dave » Lizewski / Kick-Ass
- Chloë Grace Moretz (VF : Lisa Caruso ; VQ : Ludivine Reding) : Mindy Macready / Hit-Girl
- Nicolas Cage (VF : Dominique Collignon-Maurin ; VQ : Benoit Rousseau) : Damon Macready / Big Daddy
- Christopher Mintz-Plasse (VF : Maxime Baudouin ; VQ : Sébastien Reding) : Chris D’Amico / Red Mist
- Mark Strong (VF : Éric Herson-Macarel ; VQ : Marc-André Bélanger) : Frank D'Amico
- Yancy Butler (VF : Dominique Wenta) : Angie D'Amico
- Omari Hardwick (VF : Daniel Lobé ; VQ : François-Simon Poirier) : sergent Marcus Williams
- Lyndsy Fonseca (VF : Olivia Luccioni ; VQ : Kim Jalabert) : Katie Deauxma
- Michael Rispoli (VF : Jean-Jacques Moreau ; VQ : Louis-Philippe Dandenault) : Big Joe
- Garrett M. Brown (VF : Christian Peythieu ; VQ : Jean-François Blanchard) : Monsieur Lizewski
- Clark Duke (VF : Donald Reignoux ; VQ : Gabriel Lessard) : Marty Eisenberg
- Evan Peters (VF : Benjamin Bollen ; VQ : Nicholas Savard L'Herbier) : Todd Haynes
- Stu 'Large' Riley (VF : Bruno Henry ; VQ : Éric Gaudry) : « the Huge Goon », le garde du corps de D’Amico
- Johnny Hopkins : (VF : Arthur Pestel ; VQ : Frédéric Millaire-Zouvi) : délinquant juvénile
- Randall Batinkoff (VF : Stéphane Pouplard ; VQ : Benoît Gouin) : Tre Fernandez
- Dexter Fletcher (VQ : Jean Petitclerc) : Cody
- Xander Berkeley (VF : Sylvain Lemarié ; VQ : Jacques Lavallée) : inspecteur Gigante
- Deborah Twiss (VF : Isabelle Gardien) : Madame Zane
- Craig Ferguson (VF : Bernard Alane) : Un présentateur de Talk-Show
- Sophie Wu : Erika Cho
- Tamer Hassan : Matthew
- Elizabeth McGovern : Madame Lizewski
- Jason Flemyng : Lobby Goon, le portier
- Katrena Rochell : Femme Junkie
- Kofi Natei (VF : Günther Germain) : Rasul
- Jacob Cartwright (VF : Alexandre Nguyen) : Un adolescent

Source et légende : Version française (VF) sur AlloDoublage et Version québécoise (VQ) sur Doublage QC.

## Production

### Genèse et développement
Les droits de Kick-Ass sont achetés pour une adaptation cinématographique avant même la parution du premier tome. Mark Millar, co-auteur de Kick-Ass, rencontre le réalisateur Matthew Vaughn pour parler du projet Thor, que Vaughn devait mettre en scène. Il quitte finalement le projet et demande à Mark Millar s'il a quelque chose d'autre d'intéressant. Millar lui parle alors de Kick-Ass.
Dès le début, Mark Millar a voulu être très impliqué dans le film où il officie notamment comme producteur.

### Attribution des rôles
Mark Wahlberg et Daniel Craig ont été sollicités pour incarner Big Daddy,. C'est finalement Nicolas Cage qui l'incarne, alors qu'on lui avait également proposé de jouer Frank : « J’ai trouvé que c’était chez lui qu’il y avait le plus de cœur, dans sa relation avec sa fille. C’est dans le lien entre Big Daddy et Hit Girl qu’il y a le plus d’émotion et de profondeur. Big Daddy est mon hommage à Adam West, qui pour moi est le seul et unique Batman. J’ai grandi en le regardant à la télé et à mon sens, il est inégalable. Il avait cette diction étrangement rythmée, et j’avais envie de lui faire un clin d’œil, à lui et à des acteurs comme William Shatner, qui, j’en suis convaincu, ont suscité un mouvement culturel global ».
Christopher Mintz-Plasse, qui interprète ici Red Mist, a initialement auditionné pour le rôle principal.

### Tournage
Le tournage a eu lieu entre le Canada (Toronto, Hamilton) et l'Angleterre (studios d'Elstree, Londres, Pinewood Studios).

## Musique
Il existe deux albums commercialisés, dont celui de la bande originale intitulé Kick-Ass: The Score, musique composée par Henry Jackman, Marius de Vries, John Murphy ou encore Ilan Eshkeri.
L'album Kick-Ass: Music from the Motion Picture est également sorti avec les chansons du film, dont celles de The Prodigy : Stand Up (début et fin du film) et Omen (scène du combat de rue filmé). Liam Howlett, compositeur et clavier du groupe, a également composé Stabbing-Morphine pour le film, dont un extrait ressemble significativement à quelques secondes de Omen.
Tandis que Kick-Ass se prépare devant sa glace à sa rencontre avec Red Mist, on entend le titre This Town Ain't Big Enough for Both of Us des Sparks.
L'arrivée dans l'immeuble du gang est illustrée par une composition de John Murphy pour le film 28 jours plus tard. De même, la scène durant laquelle Hit-Girl vient à la rescousse de Big Daddy et Kick-Ass est accompagnée d'une réorchestration de la musique de la scène de la mort de Kaneda dans Sunshine, toujours composée par Murphy.
Mika a composé la chanson Kick Ass (We Are Young) après avoir visionné le film. Ce morceau est diffusé en deuxième partie du générique. La musique du générique de fin Make me wanna die est une chanson du groupe The Pretty Reckless dont la chanteuse, et actrice, Taylor Momsen est notamment connue pour son rôle de Jenny Humphrey dans la série Gossip Girl.
Lorsque Hit Girl pénètre dans l'immeuble de D'Amico, la musique jouée est celle de Et pour quelques dollars de plus de Sergio Leone, composée par Ennio Morricone.

## Accueil

### Accueil critique
Le film reçoit des critiques plutôt positives dans la presse à sa sortie. Sur l'agrégateur américain Rotten Tomatoes, il récolte 76% d'opinions favorables pour 267 critiques et une note moyenne de 7,1⁄10. Le consensus suivant résume les critiques compilées par le site : « Déconseillé aux âmes sensibles, Kick-Ass amène le genre d'adaptation de comics à de nouveaux niveaux de style visuel, de violence sanglante et de grossièretés joyeuses ». Sur Metacritic, il obtient une note moyenne de 66⁄100 pour 38 critiques.
En France, le film obtient une note moyenne de 3,5⁄5 sur le site AlloCiné, qui recense 26 titres de presse.

### Box-office
| Pays ou région    | Box-office      | Date d'arrêt du box-office | Nombre de semaines |
| ----------------- | --------------- | -------------------------- | ------------------ |
| États-Unis Canada | 48 071 303 $    | 1er juillet 2010           | 11                 |
| France            | 794 238 entrées |                            | -                  |
| Total mondial     | 96 188 903 $    | -                          | -                  |

## Distinctions
Entre 2010 et 2011, le film Kick-Ass a été sélectionné de nombreuses fois dans diverses catégories et a remporté près de 20 récompenses, notamment décernées à Chloë Grace Moretz,.

### Récompenses
- Austin Film Critics Association Awards 2010 : révélation de l'année pour Chloë Grace Moretz
- | Writers' Guild of Great Britain Awards 2010 : meilleur scénario pour Matthew Vaughn et Jane Goldman
- IGN Summer Movie Awards 2010 :
  - Meilleure actrice pour Chloë Grace Moretz
  - Meilleur adaptation de comics
- Golden Schmoes Awards 2010 :
  - Meilleure actrice dans un second rôle pour Chloë Grace Moretz
  - Révélation de l'année pour Chloë Grace Moretz
  - Personnage le plus cool de l'année pour Hit-Girl
  - Meilleure réplique de l'année pour « Okay, you cunts. Let's see what you can do now! » (en français : « D'accord, connards. Voyons ce que vous pouvez faire maintenant! »)
- Scream Awards 2010 :
  - Meilleure révélation féminine pour Chloë Grace Moretz
  - Meilleur film de comics
- Phoenix Film Critics Society Awards 2010 : meilleur espoir à l'écran pour Chloë Grace Moretz
- Internet Film Critic Society Awards 2010 : meilleur film d'action
- MTV Movie & TV Awards 2011 : meilleure révélation de l’année pour Chloë Grace Moretz
- Empire Awards 2011 :
  - Meilleur film britannique
  - Meilleur espoir pour Chloë Grace Moretz (également récompensée pour Laisse-moi entrer)
- Central Ohio Film Critics Association Awards 2011 : artiste la plus prometteuse pour Chloë Grace Moretz
- Prix Georges (ru) (Russie) 2011 :
  - Meilleur film de comédie étranger
  - Prix spécial Oper.ru Special Prize du meilleur film en traduction Goblin (en)

### Nominations
- St. Louis Film Critics Association Awards 2010 :
  - Prix de l'innovation technique/artistique
  - Meilleurs effets visuels
  - Prix spécial du mérite pour Chloë Grace Moretz pour la séquence de tuerie de Hit-Girl
- Awards Circuit Community Awards 2010 : prix Davis de la meilleure conception de costumes
- British Comedy Awards 2010 : meilleure performance comique britannique dans un film pour Aaron Johnson
- Prix du cinéma européen 2010 : prix du public du cinéma européen pour Matthew Vaughn
- British Independent Film Awards 2010 :
  - Meilleur film indépendant britannique
  - Meilleur réalisateur pour Matthew Vaughn
  - Meilleur scénario pour Jane Goldman et Matthew Vaughn
- Teen Choice Awards 2010 :
  - Meilleur film d'action / aventure
  - Meilleur acteur dans un film d’action ou d'aventure pour Nicolas Cage
  - Meilleur méchant pour Christopher Mintz-Plasse
  - Meilleure révélation masculine de l'année pour Aaron Johnson
  - Meilleure révélation féminine de l'année pour Chloë Grace Moretz
- Golden Schmoes Awards 2010 :
  - Film le plus sous-estimé de l'année
  - Plus grande surprise de l'année
  - Meilleure scène d'action de l'année pour la scène entre Hit-Girl et les gangsters
  - Meilleure scène d'action de l'année pour la scène où Hit-Girl sauve Big Daddy
- Scream Awards 2010 :
  - Meilleure révélation féminine pour Lyndsy Fonseca
  - Meilleur super-héros pour Aaron Johnson
  - Meilleur super-héros pour Nicolas Cage
  - Meilleur super-héros pour Chloë Grace Moretz
  - Meilleure révélation masculine pour Aaron Johnson
  - Meilleur acteur dans un second rôle pour Christopher Mintz-Plasse
  - Prix « The Ultimate Scream »
  - Meilleure distribution d'ensemble
  - Meilleur film fantastique
  - Meilleur scénarion (« Scream-Play ») pour Matthew Vaughn et Jane Goldman
  - Meilleure actrice dans un film fantastique pour Chloë Grace Moretz
  - Meilleur acteur dans un film fantastique pour Nicolas Cage
  - Meilleur acteur dans un film fantastique pour Aaron Johnson
  - Meilleure scène de combat de l'année pour la scène entre Hit-Girl et les trafiquants de drogue
  - Prix « Holy Sh*t Scene of the Year » pour la scène où Damon McCready tire sur sa petite fille Mindy dans la poitrine
- Casting Society of America Awards 2010 : meilleur casting pour un film comique de studio ou indépendant pour Lucinda Syson et Sarah Finn
- Detroit Film Critics Society Awards 2010 : révélation de l'année pour Chloë Grace Moretz
- Houston Film Critics Society Awards 2010 : meilleur film
- Las Vegas Film Critics Society Awards 2010 :
  - Meilleure direction artistique
  - Meilleure jeune actrice pour Chloë Grace Moretz
- Phoenix Film Critics Society Awards 2010 :
  - Meilleure actrice dans un second rôle pour Chloë Grace Moretz
  - Meilleures cascades
- Saturn Awards 2011 : meilleur film d'horreur ou thriller
  - Alliance of Women Film Journalists Awards 2011 :
  - Meilleure star féminine d'action pour Chloë Grace Moretz
  - Meilleure révélation pour Chloë Grace Moretz
  - Prestation la plus courageuse pour Chloë Grace Moretz
- Critics' Choice Movie Awards 2011
  - Meilleur espoir pour Chloë Grace Moretz
  - Meilleur film d'action pour Matthew Vaughn
  - Central Ohio Film Critics Association Awards 2011 : actrice de l'année pour Chloë Grace Moretz
- Online Film and Television Association Awards 2011 : meilleure performance jeunesse pour Chloë Grace Moretz
- MTV Movie & TV Awards 2011 :
  - Meilleur combat pour la scène entre Hit-Girl (Chloë Grace Moretz) et Frank D'Amico (Mark Strong)
  - Meilleure révélation masculine de l'année pour Aaron Johnson
  - Evening Standard British Film Awards 2011 :
  - Meilleur film pour Matthew Vaughn
  - Meilleur scénario pour Matthew Vaughn et Jane Goldman
- Prix Dorian 2011 : prix de la révélation (« We're Wilde About You! Rising Star of the Year ») pour Chloë Grace Moretz
- People's Choice Awards 2011 : film d'action préféré
- Young Artist Awards 2011 :
  - Meilleure jeune actrice dans un film pour Chloë Grace Moretz
  - Meilleur jeune acteur dans un film pour Aaron Johnson
- Empire Awards 2011 :
  - Meilleur film
  - Meilleur réalisateur pour Matthew Vaughn
  - Meilleur acteur pour Aaron Johnson
  - Meilleur film fantastique ou de science-fiction
- SFX Awards 2011 :
  - Meilleur film pour Matthew Vaughn
  - Meilleure actrice pour Chloë Grace Moretz

### Classement
- Village Voice Film Poll 2010 : 10e place comme meilleure actrice dans un second rôle pour Chloë Grace Moretz

## Références culturelles

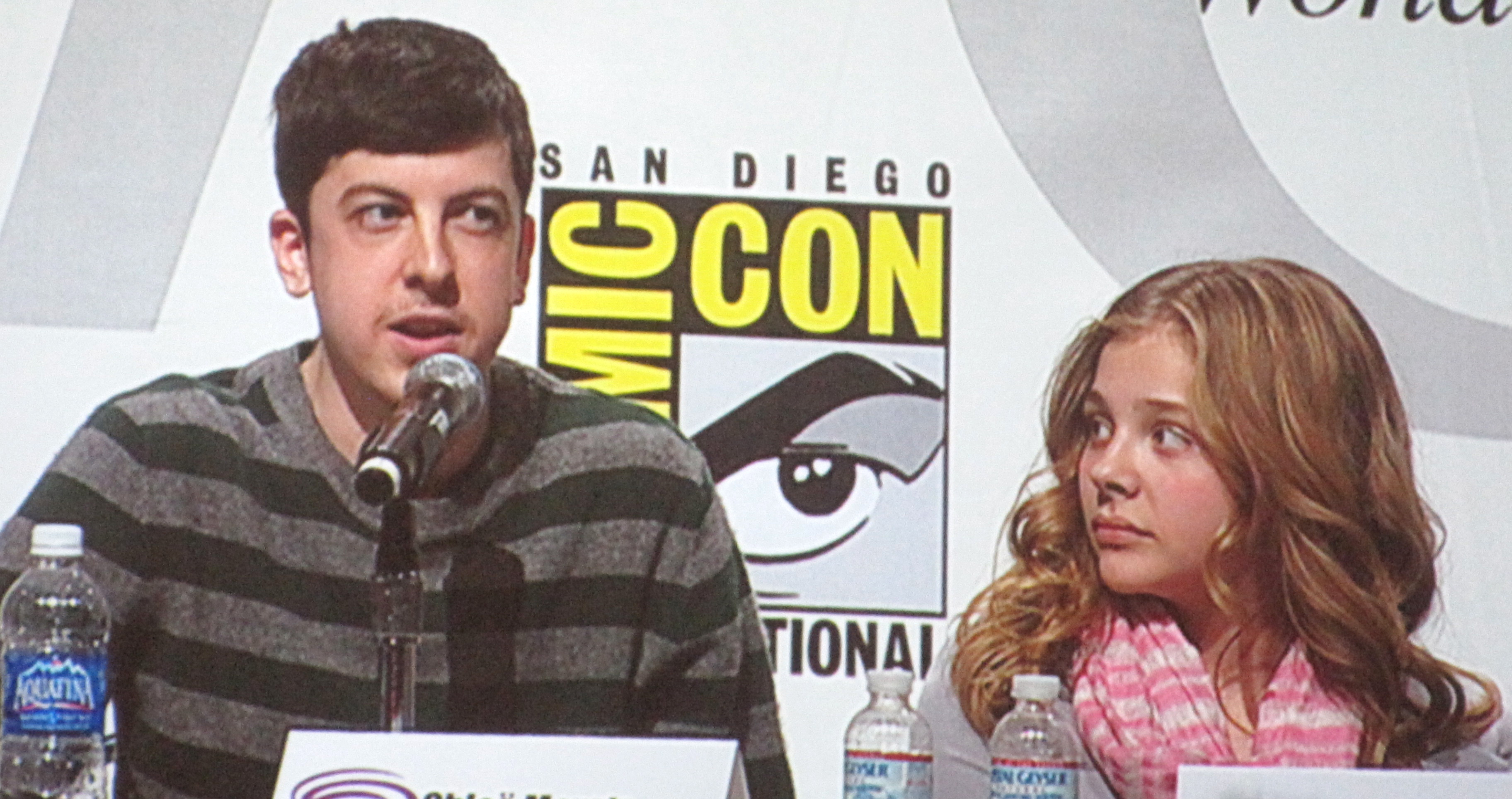
Les acteurs Christopher Mintz-Plasse et Chloë Grace Moretz pour la promotion du film au Comic-Con de San Diego 2010.